# Chryso-hypnum demaretii
Chryso-hypnum demaretii là một loài Rêu trong họ Hypnaceae. Loài này được (P. de la Varde) Higuchi mô tả khoa học đầu tiên năm 1986.